# Айхетта (приток Омрасьхетты)
Айхетта (устар. Ай-Хетта) — река в России, протекает по территории Надымского района Ямало-Ненецкого автономного округа. Устье реки находится в 38 км по левому берегу реки Омрасьхетта. Длина реки составляет 40 км.

## Данные водного реестра
По данным государственного водного реестра России относится к Нижнеобскому бассейновому округу, водохозяйственный участок реки — Надым. Речной бассейн реки — Надым.
Код объекта в государственном водном реестре — 15030000112115300049310.